# 多马尼奇农村居民点
多马尼奇农村居民点（俄语：Доманичское сельское поселение）是俄罗斯联邦布良斯克州波切普区所属的一个农村居民点。其下辖有22个居民点，行政中心为多马尼奇。据2015年统计，该农村居民点的人口为1604人。